# Tom Schiller
Tom Schiller est un acteur, scénariste et réalisateur américain né le 12 avril 1949 à Los Angeles en Californie

## Filmographie

### Scénariste
- 1975 : Henry Miller Asleep and Awake
- 1975-1990 : Saturday Night Live (145 épisodes)
- 1979 : Java Junkie
- 1984 : Nothing Lasts Forever
- 1985 : The Best of John Belushi
- 1986 : The Best of Dan Aykroyd
- 1986-1987 : Not Necessarily the News (4 épisodes)
- 1987 : The Best of Chevy Chase
- 1988 : Teri Garr in Flapjack Floozie
- 1989 : Saturday Night Live: 15th Anniversary
- 1992 : Schiller's Reel: Million Dollar Zombie
- 1993 : Schiller's Reel: While the City Sweeps
- 1994 : Best of Schiller's Reel
- 2015 : Saturday Night Live: 40th Anniversary Special

### Acteur
- 1975-1993 : Saturday Night Live : plusieurs rôles (71 épisodes)
- 1984 : Nothing Lasts Forever
- 1985 : Perfect : l'ami de Carly Simon
- 2013 : Snow Fleas : le médecin
- 2013 : Teenage Vampire Killers from Hell : Père Galler
- 2016 : Ghost Team
- 2017 : Obervatory Blues

### Réalisateur
- 1969 : The Henry Miller Odyssey
- 1971 : NBC Experiment in Television (1 épisode)
- 1975 : Henry Miller Asleep and Awake
- 1977-1993 : Saturday Night Live (22 épisodes)
- 1979 : Java Junkie
- 1984 : Nothing Lasts Forever
- 1985 : The Best of John Belushi
- 1985 : From Here to Maternity
- 1988 : Teri Garr in Flapjack Floozie
- 1988 : Baby Boom (1 épisode)
- 1992 : Schiller's Reel: Million Dollar Zombie
- 1993 : Schiller's Reel: While the City Sweeps
- 1994 : Best of Schiller's Reel
- 1998 : Saturday Night Live: The Best of Mike Myers
- 1998 : Saturday Night Live: The Best of Phil Hartman
- 1999 : Sequels You Won't See on HBO
- 2000 : Saturday Night Live: The Best of Chris Farley
- 2005 : Saturday Night Live: The Best of Gilda Radner
- 2014 : SNL Shorts